# Broad Peak
Broad Peak (en urdu: بروڈ پیک‎; en chino, 布洛阿特峰; pinyin, Bùluòātè Fēng) es la decimosegunda montaña más alta de la Tierra, con una altitud de 8051 m s. n. m. La traducción literal de “Broad Peak” por Faichan Kangri (ཨིྰན་ཨངརི་) no es aceptada comúnmente por el pueblo Balti, habitantes nativos de esta zona del Karakórum.

## Geografía
El Broad Peak forma parte del macizo de los Gasherbrum, en la zona del Baltistan, en la frontera de Pakistán con China, dentro del área del Sistema de los Himalayas conocida como Karakórum. La montaña se halla situada aproximadamente a una distancia de 8 km al sureste del K2. Su nombre inglés deriva de su ancha cumbre, que tiene una extensa longitud total cercana a un kilómetro y medio.

## Historia de sus ascensiones
El primer intento de escalar la cumbre del Broad Peak tuvo lugar en una tentativa de ascensión realizada por el alemán Karl Herligkoffer en 1954, cuyo objetivo inicial era ascender a la cumbre del Gasherbrum I. Por un problema para conseguir que los porteadores baltíes llevaran la carga hasta un punto más alto del glaciar Baltoro, en la zona conocida como Concordia, desistió de su intento, planteándose cambiar la escalada inicial del Gasherbrum I por el Broad Peak e intentando el ascenso por la arista suroeste. Sin embargo, a causa de una fuerte tormenta de nieve, con un frío extremo y vientos huracanados, no pudo conseguirse el objetivo.
El 9 de junio de 1957, Fritz Wintersteller, Marcus Schmuck, Kurt Diemberger y Hermann Buhl (primer ser humano que alcanzó la cumbre del Nanga Parbat), que formaban parte de una expedición austriaca, liderada por Marcus Schmuck, consiguieron alcanzar por primera vez la cima. En una primera tentativa, realizada por el mismo equipo el 29 de mayo, comandada por Fritz Wintersteller y Kurt Diemberger, llegaron a alcanzar la base del pico, a 8030 metros de altitud, sin que pudieran alcanzar la verdadera cumbre debido a lo tardío de la hora de la escalada y a la niebla que había ido extendiéndose por la cima. Esta importante tentativa de ascenso fue realizada sin la ayuda suplementaria de oxígeno ni de porteadores de altura o de ayuda alguna desde el campo base de la expedición. Fue, finalmente, el 9 de junio cuando Fritz Wintersteller y Marcus Schmuck pisaron al fin la verdadera cima a 8051 m s. n. m. a las 17.05, siendo alcanzados por Buhl y Diemberger tres cuartos de hora más tarde.
También, en la misma expedición del equipo austriaco, diez días más tarde de haber conseguido hacer cumbre en el Broad Peak, el 19 de junio de 1957, Marcus Schmuck y Fritz Wintersteller hicieron una primera escalada a la cima del Skil Brum, pico de 7360 m s. n. m. usando técnicas de estilo alpino y empleando tan solo 53 horas en el ascenso.

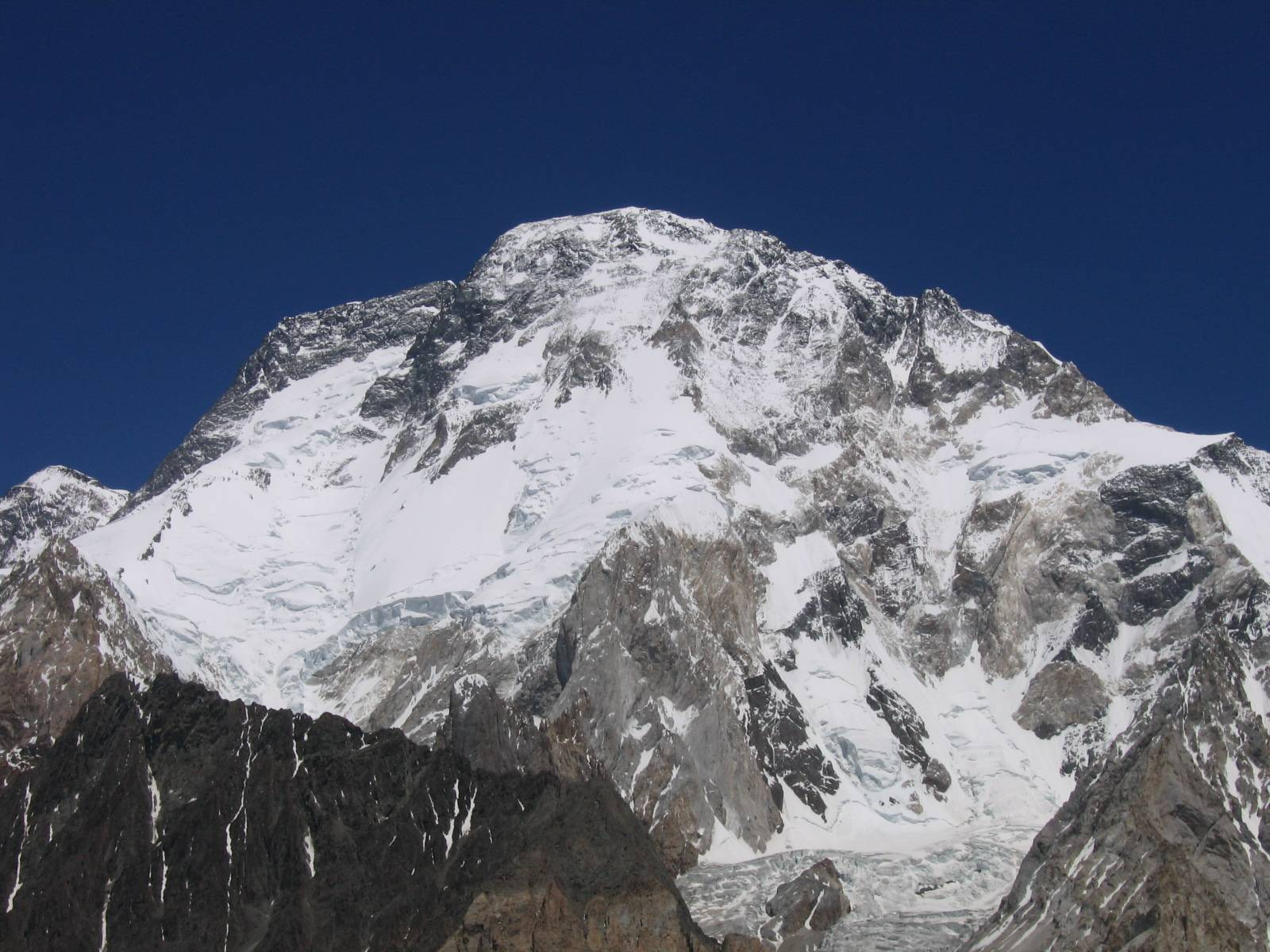
Vista general del Broak Peak

El alpinista más reputado y experimentado de la expedición, Hermann Buhl, cayó por accidente, muriendo el 27 de junio de 1957, mientras Kurt Diemberger y él intentaban el ascenso a la cumbre del cercano y famoso pico Chogolisa (7654 m s. n. m.).
La primera ascensión del pico central fue realizada por una expedición polaca dirigida por J. Ferenski el 28 de julio de 1975.
La segunda ascensión de la montaña no se consiguió hasta el 8 de agosto de 1977 por una expedición japonesa formada por 13 personas, de las cuales tres alcanzaron la cima.

## Ascensos posteriores
- 05-08-81 Manuel Hernández (España), Enric Pujol (†) (España)
- 23-07-82 Georg Bachler (Austria), Ralph Bartle (Alemania), Peter Gloggner (Alemania), Hans Kirchberger (Alemania), Konrad Lewankowski (Alemania), Walter Lösch (Austria), Werner Sucher (Austria)
- 30-07-82 Jerzy Kukuczka (Polonia), Wojciech Kurtyka (Polonia)
- 02-08-82 Mohammad Sher Khan (Pakistán), Reinhold Messner (Italia), Nazir Ahmad Sabir (Pakistán)
- 25-06-83 Jean Afanassieff (Francia), Roger Baxter-Jones (Reino Unido), Andrew Parkin (Reino Unido), Alan Rouse (Reino Unido)
- 28-06-83 Douglas Scott (Reino Unido), Stephen Sustad (EE. UU.)
- 28-06-83 Renato Casarotto (Italia) (Broad Peak Norte)
- 30-06-83 Fredi Graf (Suiza), Erhard Loretan (Suiza), Krystyna Palmowska (primera mujer en ascender el Broad Peak) (Polonia), Marcel Ruedi (Suiza), Stefan Wörner (Suiza)

Al llegar a la cumbre Krystyna Palmowska completó la primera ascensión absoluta femenina de un pico de 8000 m s. n. m. Ella y su compañero, Polo Anna Czerwinska, después de una subida en estilo semi-alpino con solo dos campos, alcanzó la base del collado del pico principal a 8030 m s. n. m. Desafortunadamente, Czerwinska se vio obligado a parar en el collado que lleva a cima, mientras Palmowska continuaba sola hasta la cumbre principal.
- 02-07-83 Pierre Morand (Suiza), Jean-Claude Sonnenwyl (Suiza)
- 26-06-84 Manuel Barrios (Colombia), Louis Deuber (Suiza), Richard Franzl (Austria), Thomas Hägler (Suiza), Andreas Reinhard (Suiza)
- 13-07-84 Giovanni Calcagno (Italia), Karl Hub (Alemania), Rüdiger Schleypen (Alemania), Tullio Vidoni (Italia),
- 07-14-84 Valentine Gallo (Polonia), Janusz Majer (Polonia), Ryszard Pawlowski (Polonia), Wielicki (Polonia)
- 17-07-84 Jerzy Kukuczka (Polonia) (segundo ascenso), Wojciech Kurtyka (Polonia) (segundo ascenso)
- 18-07-84 Kurt Diemberger (Austria) (segundo ascenso), Julie Tullis (mujer) (Reino Unido)
- 08-08-84 Reinmar Joswig (Alemania), Robert Schauer (Austria)

1984 fue el mejor año con seis subidas con éxito a la cumbre del Broad Peak. El segundo ascenso de Calcagno y Vidoni fue el más notable, porque se produce solo 16 días después de su primera ascensión. La primera cumbre que realizaron ambos había sido puesta en duda por otros miembros del equipo e hicieron la segunda para demostrar que habían llegado a la verdadera cima.
El 9 de julio de 1994, Carlos Carsolio hace cumbre estableciendo una nueva ruta en solitario hasta la cima, ahora conocida como Ruta Carsolio.
El 24 de julio de 1998, se produce la desaparición del alpinista Eric Escoffier en su intento por llegar a la cumbre.
En julio de 2007 un equipo de montañismo de Austria subió al Broad Peak, recuperando el cadáver de Markus Kronthaler, que había muerto en la montaña un año antes, a más de 8.000 metros de altitud.
Durante las temporadas de invierno y verano de 2009 no hubo ascensos a la cumbre, si bien hubo una expedición invernal de un equipo polaco-canadiense, que no obtuvo éxito en su tentativa. En verano hubo una víctima mortal, la italiana Cristina Castagna.
En verano de 2012, cinco miembros del grupo "Koroška 8000" (un equipo esloveno dirigido por Gregor Lacen coronaron la montaña (sin oxígeno suplementario y sin porteadores de altura), siguiendo un camino difícil y complicado, con nieve profunda, desde el campo IV hasta la cumbre, abriendo huella para permitir alcanzar la cima a otros 7 alpinistas más de diferentes expediciones que trataban de lograr la ascensión. Todos ellos coronaron la cumbre el 31 de julio de 2012 [cita requerida].
El 5 de marzo de 2013, los polacos Maciej Berbeka (†), Adam Bielecki, Tomasz Kowalski (†) y Artur Małek consiguieron la primera ascensión invernal del Broak Peak. El Broad Peak ha sido el decimosegundo ochomil coronado en invierno y el décimo en ser ascendido por alpinistas polacos, auténticos especialistas en ascensiones invernales.

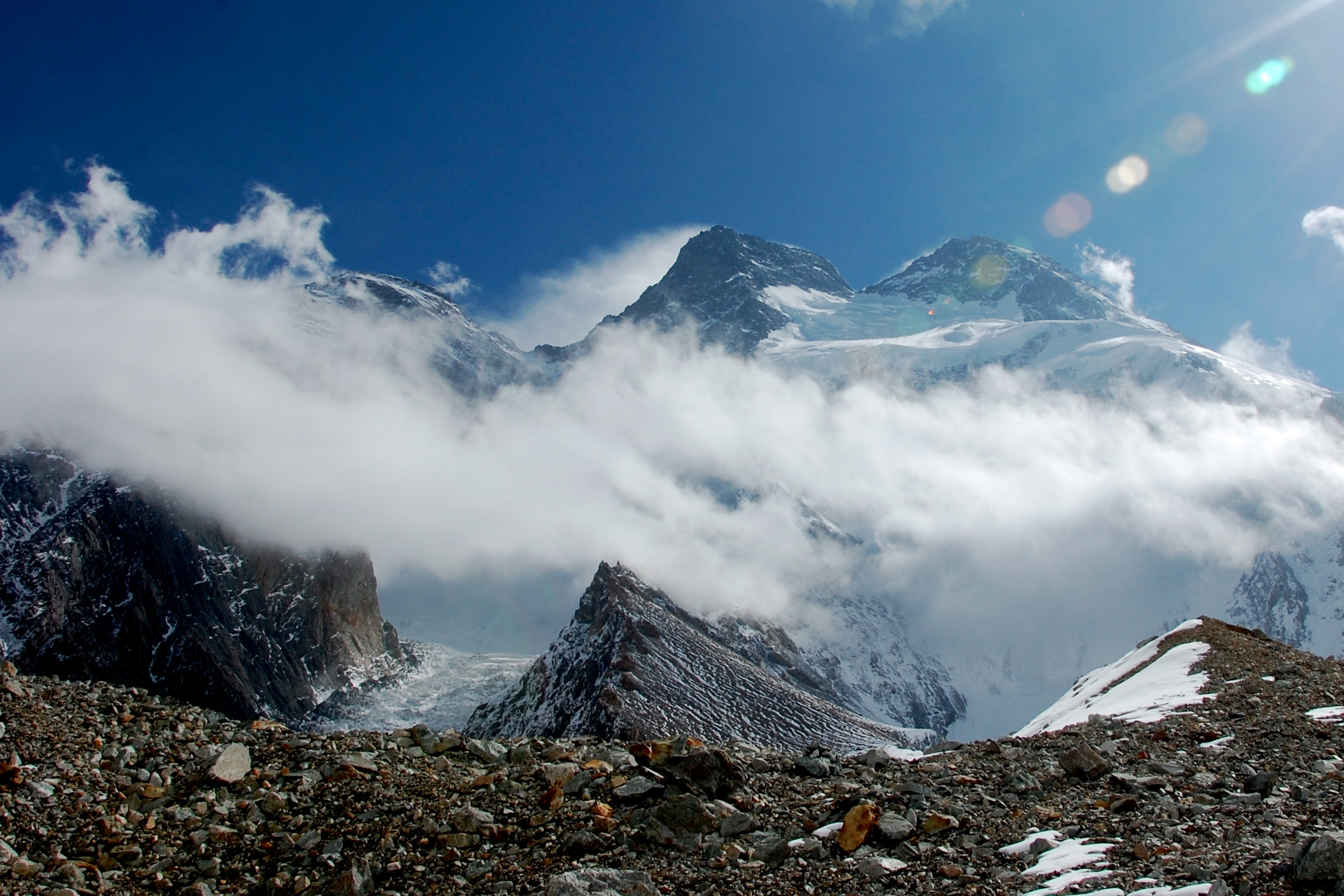
El Broad Peak visto desde el glaciar Godwin-Austen, envuelto en un mar de nubes

Durante el descenso de esta expedición invernal, Maciej Berbeka y Tomasz Kowalski no llegaron a alcanzar jamás el Campo IV (situado a 7400 m) y fueron dados por desaparecidos. El 7 de marzo, el jefe de la expedición Krzysztof Wielicki comentó públicamente que no había posibilidad alguna de encontrar con vida a Maciej Berbeka, de 58 años de edad, ni a Tomasz Kowalski, de 27. El 8 de marzo, ambos escaladores fueron declarados muertos, dando por concluida la expedición.
En julio de 2013, un grupo de cinco alpinistas iraníes intentó escalar a través de una nueva ruta a través de la cara suroeste. Tres de ellos, Aidin Bozorgi, Pouya Keivan y Mojtaba Jarahi, consiguieron ascender con éxito hasta la cumbre, pero durante el descenso los tres se perdieron y fueron declarados desaparecidos.
En julio de 2015 el alpinista argentino Mariano Galván ascendió por la vía Carsolio, logrando así la primera repetición de esta vía. En solitario, sin oxígeno suplementario y sin Sherpas de altura.[[cita requerida]

## Efemérides importantes
- 1954 Primer intento de escalada del alemán Dr. Karl Herligkoffer, a través de la cara SW que no tuvo éxito debido a las tormentas de nieve y a las extremas condiciones de frío en ese momento.[2]
- 1957 Primera ascensión con éxito[12] de una expedición austriaca.
- 1983 Primer éxito del ascenso de una mujer hasta la cumbre, la polaca Krystyna Palmowska
- 1984 Primer ascenso en solitario hasta la cumbre en un único día (tan solo 21 horas y 30 minutos) realizado por el polaco Krzysztof Wielicki. Se trata del primer ascenso a un ochomil realizado en menos de 24 horas.
- 1992 El 4 de agosto se produce la primera ascensión sobre la nueva ruta por la vertiente china, los españoles Enric Dalmau Ferré, Òscar Cadiach, Lluís Ràfols y el italiano Alberto Soncini.
- 1994 El 9 de julio, el alpinista mexicano Carlos Carsolio corona la cima, estableciendo una nueva ruta que lleva su nombre, conocida Ruta Carsolio.[4]
- 2013 El 5 de marzo se produce la primera ascensión invernal con éxito de una expedición polaca.[13]
- 2013 En julio de este año, los iraníes Aidin Bozorgi, Pouya Keivan, y Mojtaba Jarahi coronan la cima ascendiendo a través de una nueva ruta, conocida como actualmente como la “Ruta Irán”. Desgraciadamente, todos sus componentes mueren y desaparecen durante el descenso.

## Siniestralidad
Las más de 200 ascensiones al undécimo ochomil en peligrosidad (ocho muertes por cada cien ascensiones), son debidas fundamentalmente a las malas condiciones meteorológicas que barren la cordillera del Karakórum y que pueden resultar fatales durante el descenso. Una de las causas que concurren en que no haya habido más muertes en esta montaña es que muchos alpinistas no alcanzan la verdadera cumbre real, como ocurrió en la primera tentativa del grupo austriaco que no llegó a coronar la cima, dado que hay un ancho y extenso plateau o meseta ascendente de más de un kilómetro y medio hasta alcanzar la cumbre auténtica, algo muy similar a lo que sucede en el Cho Oyu.